# Sampelga
Sampelga è un dipartimento del Burkina Faso classificato come comune, situato nella Provincia di Séno, facente parte della Regione del Sahel.
Il dipartimento si compone del capoluogo e di altri 8 villaggi: Aligaga I, Aligaga II, Bandiedaga, Damdegou, Niagassi, Waboti I, Waboti II e Woulmassoutou.